# Choubepur Kalan
Choubepur Kalan es una  ciudad censal situada en el distrito de Kanpur Nagar en el estado de Uttar Pradesh (India). Su población es de 10 785 habitantes (2011).

## Demografía
Según el censo de 2011 la población de Choubepur Kalan era de 10 785 habitantes, de los cuales 5670 eran hombres y 5115 eran mujeres. Choubepur Kalan tiene una tasa media de alfabetización del 83,80 %, superior a la media estatal del 67,68 %: la alfabetización masculina es del 87,72 %, y la alfabetización femenina del 79,51 %.